# Marcin Bandel
Marcin Bandel (ur. 10 października 1989 w Pabianicach) – polski zawodnik mieszanych sztuk walki i brazylijskiego jiu-jitsu. Mistrz czołowej niemieckiej organizacji German MMA Championship w wadze średniej z 2013 roku. W latach 2014–2015 związany z organizacją UFC. Były mistrz bahrajńskiej federacji Brave CF w wadze super średniej (79,4 kg). Regularny uczestnik i multimedalista mistrzostw ADCC.
Seria jego 12 zwycięstw przez poddania rywali po kolei jest ewenementem w MMA. Jest jedynym zawodnikiem w Polsce, który w 20 minut wygrał 12 walk. Średnio jego walka z każdym z zawodników trwała 1 minutę 40 sekund.

## Styl walki
Jest aktualnym rekordzistą co do serii zwycięstw przez poddanie rywala – 19. Na początku maja 2014 wyprzedził legendarnych członków rodziny Gracie Ricksona i Royce'a, którzy mieli po 11 udokumentowanych zwycięskich walk z rzędu przez poddanie w formułach MMA/Vale Tudo. Bandel pobił również rekord zwycięstw przez poddanie w 1. rundzie Royce'a, który teraz wynosi 19.

## Kariera w brazylijskim jiu-jitsu
Bandel jest utalentowanym zawodnikiem BJJ i stylów parterowych, posiada czarny pas 3 dan pod Robertem Drysdale. Wielokrotnie zwyciężał i był medalistą zawodów grapplerskich w kraju oraz za granicą. Jest Mistrzem Abu Dhabi Combat Club: Polski, Białorusi, Austrii, Węgier, Bośni i Hercegowiny, Ukrainy, Serbii, Hiszpanii, Bałkan, Macedonii, Chorwacji, Azerbejdżanu oraz Jordanii. 
Wygrywał m.in. prestiżowe zawody World Professional Jiu-Jitsu Championship w Bukareszcie, został Mistrzem Polski w 2011 oraz zwyciężał dwukrotnie zawody Ligi BJJ (2010, 2012).

## Kariera MMA

### Amatorskie MMA i wczesna kariera zawodowa
Wraz ze startami w zawodach BJJ, uczestniczył również na turniejach amatorskiego MMA, gdzie do największych tryumfów można zaliczyć dwukrotnie wygranie Polskiej Ligi MMA Shooto klasy C (2009). W amatorskim MMA uzyskał bilans 13-1.
W tym samym roku co zwyciężał zawody Shooto zadebiutował na zawodowym ringu. Rywalem Bandela był Robert Skrzypczak, którego szybko pokonał przez TKO. Kolejne dwa starcia przegrywał, najpierw z Marcinem Krysztofiakiem na punkty, a później na pierwszej organizowanej gali Fighters Arena Łódź z Węgrem Laszlo Blaho przez ciężki nokaut, nadziewając się na cios przy próbie obalenia już w 14. sekundzie – oba pojedynki stoczył w 2010 roku. Sześć miesięcy później w 2011 ponownie stanął w ringu Fighters Areny, tym razem rywal pochodził z Litwy i walka odbyła się w ramach "meczu" Polska vs Litwa. Bandel szybko sprowadził walkę do parteru i poddał rywala dźwignią na łokieć.

### Memoriał Pawła Kamińskiego i Fighters Arena
W 2012 roku wystartował w Memoriale Pawła Kamińskiego. W pierwszej walce Bandel szybko rozpoczął pojedynek trafiając obszernym sierpem Sebastiana Hercunia, który padł na matę, po czym został błyskawicznie poddany duszeniem. W finale turnieju pokonał Bartosza Janika przez poddanie dźwignią na staw łokciowy. Jeszcze w tym samym roku stoczył kolejne dwa pojedynki dla Fighters Areny, również szybko zwyciężając, m.in. z Bartoszem Fabińskim przez poddania, oba przez dźwignię skrętową na staw skokowy. Rok 2013 miał się okazać równie pracowity co poprzedni, bo już w styczniu na kolejnej – piątej już gali z cyklu Fighters Arena stoczył pojedynek z Piotrem Wysockim, którego poddał w 1. rundzie.
W środku lutego wyjechał do Niemiec by stoczyć pojedynek o pas mistrza prestiżowej niemieckiej organizacji German MMA Championship. Bandel pokonał faworyzowanego Niemca Andreasa Birgelsa przez poddanie i zdobył tytuł mistrza w wadze średniej. Po tym zwycięstwie zainteresowanie Polakiem wzrosło w Niemczech. Miesiąc później na II Memoriale Pawła Kamińskiego w walce wieczoru poddał utalentowanego Szymona Duszę dźwignią skrętową.

### Walki w Niemczech
We wrześniu został ponownie zaproszony na galę do Niemiec. Na imprezie Fight for Charity w Magdeburgu zmierzył się z Bułgarem Weselinem Dimitrowem, którego błyskawicznie poddał bardzo rzadko spotykaną techniką – omoplatą, która polega na zablokowaniu stawu łokciowego nogami. Pod koniec 2013 został nominowany przez czołowy niemiecki portal MMA GroundandPound.de w kategorii "Poddania roku" w Niemczech za efektowne zwycięstwo nad Dimitrowem. Bandel ostatecznie wygrał w głosowaniu internetowym.
Jeszcze w tym samym roku zwyciężył dwukrotnie na galach La Familia Fight Night w Niemczech, poddając Jonnego Kruschinske i Musę Jangubajewa kolejno dźwignią na łokieć i skrętówką – tego drugiego w 58. sekundzie. Po starciu z Jangubajewem wręczono mu statuetkę laureata za "Poddanie roku".

### UFC
W maju 2014 związał się z UFC. Po dwóch przegranych pojedynkach przez nokaut z Majrbiekiem Tajsumowem i Stevenem Rayem został z niej zwolniony.

### Po UFC
We wrześniu 2015 podpisał kontrakt z Fight Exclusive Night, gdzie stoczył tam jeden wygrany pojedynek z Miroslavem Vackiem 7 listopada 2015 (FEN 9: Go For It).
8 czerwca 2019 stoczył jednorazową walkę dla czołowej rosyjskiej organizacji Absolute Championship Akhmat. Podczas gali ACA 96, które odbyła się w Łodzi zmierzył się z niepokonanym Arsenijem Sułtanowem. Przegrał przez techniczny nokaut już w pierwszej rundzie starcia.
Po ponad dwóch latach powrócił do oktagonu i na początku lipca 2021 podczas niemieckiej gali EMC 7 poddał skrętówką Davida Karpa.

### Brave CF
28 sierpnia 2021 ogłoszono, że podpisał kontrakt z bahraińską organizacją Brave Combat Federation. Pierwszą walkę dla nowego pracodawcy stoczył na Brave CF 54 w Koninie. Jego rywalem był Szwajcar pochodzenia rosyjskiego, Magomied Ajschanow. Bandel w 98. sekundzie walki poddał rywala przez duszenie zza pleców.
30 kwietnia 2022 w drugiej walce wieczoru gali Brave CF 58 zawalczył z Brazylijczykiem, Luisem Felipe Diasem. Zwyciężył jednogłośną decyzją sędziów.
19 października 2022 przystąpił do walki o pas mistrzowski Brave CF wagi super średniej, mierząc się z reprezentującym Austrię Ismaiłem Naurdijewem. Na początku pierwszej rundy z pleców wybrał rękę rywala, zmuszając go ciasną balachą do poddania się, przez co sięgnął po mistrzowski tytuł.
Oczekiwano, że Bandel w pierwszej obronie tytułu mistrzowskiego podczas walki wieczoru gali Brave CF 71, która odbyła się 19 czerwca 2023 w Królestwie Bahrajnu zmierzy się z niepokonanym Rosjaninem, Kamalem Magomiedowem. Ostatecznie do tego zestawienia nie doszło w podanym terminie przez kontuzję rywala. Do pojedynku zawodników doszło 5 grudnia 2023 podczas gali Brave CF 77. Bandel przegrał przez techniczny nokaut w pierwszej rundzie, tracąc mistrzowski tytuł.
25 maja 2024 w Holandii na gali Brave CF 83 stoczył pojedynek z Francuzem, Alexem Lohorém. Ponownie przegrał przez TKO w pierwszej rundzie. Po walce wielu kibiców i ekspertów twierdziło, że kontrowersyjne przerwanie walki przez sędziego nastąpiło zbyt szybko.

## Osiągnięcia[34]

### Mieszane sztuki walki
- 2023: Herakles za poddanie roku 2022[35]
- 2023: MMA.PL Zawodnik roku 2022[36]
- 2023: MMA.PL Poddanie roku 2022[37]
- 2022-2023: Mistrz Brave CF w wadze super średniej (79,4 kg)[38]
- 2014: GroundandPound.de – poddanie roku z 2013 przeciwko Weselinowi Dimitrowowi[39]
- 2013: mistrz German MMA Championship, kat. 84 kg / waga półciężka
- 2012: 1. miejsce Memoriał Pawła Kamińskiego, kat. 93 kg / waga półciężka[40]
- 2009: Mistrz Polskiej Ligi MMA SHOOTO klasa C (Skała)
- 2009: VI Liga Shooto, klasa C (Szczecinek)[41][42]
- 2009: 3 miejsce Mistrzostwa Polski Południowej w MMA kat -91 kg zaawansowani (Katowice)
- 2009: Uczestnik 3 Mazowieckiej Młodzieżowej Ligi Kick-Boxingu "Spartanwear" wygrana pojedyncza walka (Wyszogród)
- 2009: Zwycięzca pojedynczej walki Mistrzostwa Polski Północnej kat. Pierwsze walki (Olsztyn)

### Brazylijskie jiu-jitsu
Czarny Pas:
- 2024: 1 miejsce ADCC Jordan – Ramadan Open 2024, kat. -91 kg pro (Amman)[43]
- 2024: 3 miejsce ADCC Denmark Open 2024, kat. -91 kg pro (Kopenhaga)[44]
- 2023: 1 miejsce ADCC Azerbaijan Baku Open 2023, kat. -87,9 kg pro (Baku)[45]
- 2023: 2 miejsce ADCC Kuwait Open 2023, kat. -91 kg pro (Kuwejt)[46]
- 2023: 2 miejsce ADCC Belgian National Championship 2023, kat. -91 kg advanced (Bruksela)[47]
- 2022: 1 miejsce ADCC Croatia Open 2022, kat. -87,9 kg pro (Zadar)[48]
- 2022: 1 miejsce ADCC Macedonia Open 2022, kat. -91 pro (Skopje)[49]
- 2021: 1 miejsce ADCC Balkan Open 2021, kat. (brak limitu wagowego) pro (Tuzla)[50]
- 2021: 1 miejsce ADCC Balkan Open 2021, kat. -91 kg pro (Tuzla)[50]
- 2021: 1 miejsce ADCC Spanish Open 2021, kat. -83 kg pro (Walencja)[51]
- 2021: 1 miejsce ADCC Serbia Open 2021, kat. -91 kg pro (Kovin)[52]
- 2019: 2 miejsce XV Puchar Polski ADCC 2019, kat. -88 kg pro (Warszawa)[53]
- 2019: 3 miejsce 5th Serbian Grappling Cup, kat. -92 kg klasa "A" (Kula)[54]
- 2019: 1 miejsce ADCC Bosnia & Hercegovina Open 2019, kat. (brak limitu wagowego) pro (Tuzla)[55]
- 2019: 1 miejsce ADCC Bosnia & Hercegovina Open 2019, kat. -91 kg pro (Tuzla)[55]
- 2018: 1 miejsce XIV Mistrzostwa Polski ADCC Submission Fighting, kat. -87,9 kg pro (Warszawa)[56][57]
- 2018: 1 miejsce ADCC Austria Open 2018, kat. -91 kg pro (Wiedeń)[58]
- 2017: 1 miejsce 1st Czech Championship Open, kat. -84 kg no-gi (Frydek-Mistek)[59]
- 2017: 1 miejsce Dragon’s Den Cup I, kat. -88 kg (Radom)[60][61][62]
- 2016: 1 miejsce IV Hungarian ADCC Open Cup, kat. -76,9 pro (Budakalász)[63]
- 2016: 1 miejsce ADCC Belarus Open Cup 2016, kat. -87,9 kg pro (Mińsk)[64]
- 2016: 1 miejsce XIX Liga BJJ NO GI, kat. -85,5 kg (Borzecin)[65]
- 2016: 1 miejsce ADCC West Ukraine Cup Open 2016, kat. -87,9 kg pro (Lwów)[66]

Brązowy pas:
- 1 miejsce NAGA Germany expert adult middle weight (Dortmund 2015)
- 1 miejsce Ragnarok V „New Age” 84 kg No Gi (Swinoujscie 2014)”
- 1 miejsce IX Puchar Polski ADCC zaawansowani -87,9kg (Skala 2014)
- 2 miejsce Open Gi brązy -82,3kg (Luboń 2014)
- 3 miejsce Mistrzostwa Polski No Gi brązy -85,5 kg (Luboń 2014)
- 3 miejsce IX Mistrzostwa Polski BJJ brązy-82,3 kg (Poznań 2013)
- 1 miejsce Bavarian Grappling Meisterschaft – advance (Ansbach 2013)
- 1 miejsce Preußen Cup -90 kg (Berlin 2013)
- 2 miejsce XI Puchar Polski BJJ -82,3 kg elita (Konin 2013)
- 2 miejsce III Mistrzostwa Polski No Gi -85,49 kg (Lubon 2013)
- 2 miejsce Puchar Polski ADCC zaawansowani -87,9 kg (Bochnia 2012)
- 3 miejsce Warsaw World Professional Jiu-Jitsu Championship -92 kg (Warszawa 2012)
- 1 miejsce NO PROBLEM CUP 88+ elita (Łódź 2012)

Purpurowy pas:
- 1 miejsce X Puchar Polski -94 kg (Konin 2012)
- 1 miejsce XV Liga BJJ -94 kg (Skała 2012)
- 1 miejsce Bukareszt World Professional Jiu-Jitsu Championship -92 kg (Bukareszt 2012)
- 2 miejsce Bukareszt World Professional Jiu-Jitsu Championship absoluto +74 kg (Bukareszt 2012)
- 1 miejsce VII Mistrzostwa Polski BJJ -94 kg (Pruszków 2011)
- 2 miejsce Warsaw World Professional Jiu-Jitsu Championship absoluto +74 kg (Warszawa 2011)
- 2 miejsce Warsaw World Professional Jiu-Jitsu Championship -92 kg (Warszawa 2011)
- 3 miejsce XIV Liga BJJ absoluto 76+kg (Konstancin Jeziorna 2011)
- 3 miejsce VI Mistrzostwach Polski BJJ kat -94 kg (Łódź 2010)
- 3 miejsce IX Puchar Polski -88,3 kg (Konin 2011)
- 1 miejsce XII Liga BJJ +88 (Konstancin Jeziorna 2010)
- 2 miejsce Gold Team Open Polish Championship -87 kg (Swarzędz 2011)
- 3 miejsce Memoriał Helio Gracie III -88,3 kg (Opalenica 2011)

Niebieski pas:
- 3 miejsce Mistrzostwach Polski BJJ (Koźmin 2009)
- 3 Miejsce Pucharze polski w BJJ (Konin 2009)
- 3 miejsce Liga BJJ (Skała 2009)
- 1 miejsce Memoriał Helio Gracie II -94,3, (Opalenica 2010)
- 3 miejsce Gold Team Open Polish Championship -94 kg (Śrem 2010)
- 1 miejsce Walka Gniezno Cup kat. -90 kg (Gniezno 2009)
- 3 miejsce Walka Gniezno Cup kat. Absoluto (Gniezno 2009)

Biały pas:
- 3 miejsce Mistrzostwa Polski w BJJ (Łódź 2007)

## Lista zawodowych walk w MMA
| Wynik     | Bilans | Przeciwnik (bilans przed walką) | Rozstrzygnięcie                      | Runda | Czas | Rozgrywki                                    | Data       | Miejsce        | Uwagi                                                                     |
| --------- | ------ | ------------------------------- | ------------------------------------ | ----- | ---- | -------------------------------------------- | ---------- | -------------- | ------------------------------------------------------------------------- |
| Przegrana | 22-9-1 | Alex Lohoré (23-10)             | TKO (ciosy pięściami w parterze)     | 1     | 1:20 | Brave CF 83                                  | 25.05.2024 | Alkmaar        | Main Event                                                                |
| Przegrana | 22-8-1 | Kamal Magomiedow (10-0)         | TKO (kolano i ciosy w parterze)      | 1     | 4:01 | Brave CF 77                                  | 05.12.2023 | Madinat Isa    | Stracił pas mistrzowski Brave CF w wadze super półśredniej. Co-Main Event |
| Wygrana   | 22-7-1 | Ismaił Naurdijew (22-5)         | Poddanie (dźwignia na staw łokciowy) | 1     | 1:20 | Brave CF 63                                  | 19.10.2022 | Madinat Isa    | Zdobył pas mistrzowski Brave CF w wadze super półśredniej. Main Event     |
| Wygrana   | 21-7-1 | Luis Felipe Dias (14-3)         | Decyzja (jednogłośna)                | 3     | 5:00 | Brave CF 58                                  | 30.04.2022 | Inczhon        | Co-Main Event. Limit umowny do 79,4 kg                                    |
| Wygrana   | 20-7-1 | Magomied Ajschanow (7-0)        | Poddanie (duszenie zza pleców)       | 1     | 1:38 | Brave CF 54                                  | 25.09.2021 | Konin          | Debiut w Brave CF. Limit umowny do 79,4 kg                                |
| Wygrana   | 19-7-1 | David Karp (5-3)                | Poddanie (dźwignia skrętowa)         | 1     | 1:39 | EMC 7                                        | 03.07.2021 | Düsseldorf     |                                                                           |
| Przegrana | 18-7-1 | Arsenij Sułtanow (6-0)          | TKO (ciosy pięściami)                | 1     | 2:34 | ACA 96                                       | 08.06.2019 | Łódź           | Debiut w ACA                                                              |
| Przegrana | 18-6-1 | David Bielkheden (25-12)        | Decyzja (jednogłośna)                | 3     | 5:00 | Superior Challenge 18                        | 01.12.2018 | Sztokholm      | Pojedynek o pas mistrzowski Superior Challenge w wadze półśredniej        |
| Wygrana   | 18-5-1 | Selim Agajew (10-4)             | Decyzja (jednogłośna)                | 3     | 5:00 | GMC 14                                       | 24.02.2018 | Castrop-Rauxel | Main Event                                                                |
| Remis     | 17-5-1 | Mickaël Lebout (16-7-2)         | Remis                                | 3     | 5:00 | Fight Club Slam                              | 07.10.2017 | Madryt         | Co-Main Event                                                             |
| Wygrana   | 17-5   | Amir Sheikh Hosseini (0-5)      | Poddanie (dźwignia na kolano)        | 1     | 0:40 | LFFC – La Familia Fight Night 8: Viva Brasil | 20.05.2017 | Halle          | Co-Main Event                                                             |
| Przegrana | 16-5   | Allan Zuniga (11-0)             | Decyzja (jednogłośna)                | 3     | 5:00 | Road to Abu Dhabi Warriors                   | 01.11.2016 | São Paulo      | Turniej wagi półśredniej                                                  |
| Wygrana   | 16-4   | Arber Murati (7-5-1)            | Poddanie (dźwignia skrętowa)         | 1     | 0:58 | LFFC – La Familia Fight Night 7              | 07.05.2016 | Halle          |                                                                           |
| Wygrana   | 15-4   | Tomáš Kužela (24-19)            | Poddanie (dźwignia na łokieć)        | 1     | 1:00 | Fusion FN                                    | 04.03.2016 | Brno           | Walka w umownym limicie -80 kg. Co-Main Event                             |
| Wygrana   | 14-4   | Miroslav Vacek (9-9-1)          | Poddanie (duszenie gilotynowe)       | 1     | 1:36 | FEN 9: Go For It                             | 07.11.2015 | Wrocław        | Debiut w FEN                                                              |
| Przegrana | 13-4   | Steven Ray (16-5)               | TKO (ciosy pięściami)                | 2     | 1:35 | UFC Fight Night: Gonzaga vs Cro Cop 2        | 11.04.2015 | Kraków         |                                                                           |
| Przegrana | 13-3   | Majrbiek Tajsumow (21-5)        | KO (prawy prosty)                    | 1     | 3:00 | UFC Fight Night: Nelson vs Story             | 04.10.2014 | Sztokholm      | Debiut w UFC. Zejście do wagi lekkiej (-70 kg)                            |
| Wygrana   | 13-2   | Musa Dżangubajew (9-2)          | Poddanie (dźwignia skrętowa)         | 1     | 0:58 | LFFC – La Familia Fight Night 5              | 03.05.2014 | Haale          |                                                                           |
| Wygrana   | 12-2   | Jonny Kruschinske (7-7-2)       | Poddanie (dźwignia na łokieć)        | 1     | 2:58 | LFFC – La Familia Goes Turyngia              | 16.11.2013 | Saalfeld/Saale | Main Event                                                                |
| Wygrana   | 11-2   | Weselin Dimitrow (9-6)          | Poddanie (omoplata)                  | 1     | 1:17 | FFC – Fight for Charity                      | 28.09.2013 | Magdeburg      | Main Event                                                                |
| Wygrana   | 10-2   | Szymon Dusza (3-0)              | Poddanie (dźwignia skrętowa)         | 1     | 2:03 | PKM – Paweł Kamiński Memorial 2              | 09.03.2013 | Gniezno        | Main Event                                                                |
| Wygrana   | 9-2    | Andreas Birgels (6-3)           | Poddanie (dźwignia skrętowa)         | 1     | 1:32 | GMC 3 – Klatka Czas                          | 16.02.2013 | Herne          | Zdobył pas wadze średniej GMC                                             |
| Wygrana   | 8-2    | Piotr Wysocki (0-0)             | Poddanie (dźwignia skrętowa)         | 1     | 1:34 | FA 5 – Start                                 | 26.01.2013 | Kraśnik        |                                                                           |
| Wygrana   | 7-2    | Bartosz Fabiński (4-0)          | Poddanie (dźwignia skrętowa)         | 1     | 1:10 | FA 4 – Chlewicki vs Nobrega                  | 24.11.2012 | Włocławek      |                                                                           |
| Wygrana   | 6-2    | Krzysztof Morzyszek (3-1)       | Poddanie (dźwignia skrętowa)         | 1     | 1:23 | FAL 3 – Powrót                               | 29.09.2012 | Łódź           |                                                                           |
| Wygrana   | 5-2    | Marcin Gulaś (2-2-1)            | Poddanie (dźwignia skrętowa)         | 1     | 1:45 | SFT – MMA Fight Night Diva SPA               | 29.05.2012 | Kołobrzeg      |                                                                           |
| Wygrana   | 4-2    | Bartosz Janik (2-1)             | Poddanie (dźwignia na łokieć)        | 1     | 1:32 | PKM – Paweł Kamiński Memorial 1              | 10.03.2012 | Gniezno        | Finał turnieju                                                            |
| Wygrana   | 3-2    | Sebastian Hercun (0-0)          | Poddanie (duszenie za pleców)        | 1     | 2:29 | PKM – Paweł Kamiński Memorial 1              | 10.03.2012 | Gniezno        | Półfinał turnieju                                                         |
| Wygrana   | 2-2    | Andrius Liudvinavicius (3-1)    | Poddanie (dźwignia na łokieć)        | 1     | 1:19 | Fighters Arena 2                             | 26.03.2011 | Łódź           |                                                                           |
| Przegrana | 1-2    | Laslo Blaho (0-1)               | KO (uderzenia)                       | 1     | 0:14 | Fighters Arena 1                             | 03.09.2010 | Łódź           |                                                                           |
| Przegrana | 1-1    | Marcin Krysztofiak (3-1)        | Decyzja (jednogłośna)                | 2     | 5:00 | Strefa Walk:Krysztofiak vs Bandel            | 29.05.2010 | Poznań         |                                                                           |
| Wygrana   | 1-0    | Robert Skrzypczak (0-0)         | TKO (uderzenia)                      | 1     | ?    | FCK – SŁAWNO                                 | 21.11.2009 | Sławno         | Debiut w zawodowym MMA                                                    |